# Jan Skoglund Paltto
Jan Freddy Skoglund Paltto, född 20 februari 1961, är en samisk professionell golfare, journalist och pedagog.
Jan Skoglund Paltto växte upp i Váljohka i Finnmark i Norge i en familj med sex barn, som levde på jordbruk, fiske och bärplockning. Han gick på internatskola under hela sin skolperiod, studerade samiska, ekonomi, organisationsteori och läromedelsteknologi vid Oslo Universitet. Han har också en treårig utbildning till golftränare.
Han grundade utbildningsföretaget ABC-Company E-skuvla AS och var dess chef 1988–2000, och arbetade därefter med marknadsföring i företaget. Han var med att grundade Karasjok Golfklubb 2001 och var tränare där 2004–2012. 
Jan Skoglund Paltto fick tillsammans med sin fru Kirsi Paltto det samiska språkpriset Gollegiella 2016 för sina pedagogiska insatser för nordsamiska, sydsamiska och lulesamiska.